# Formigueret pigmeu
El formigueret pigmeu (Myrmotherula brachyura) és una espècie d'ocell de la família dels tamnofílids (Thamnophilidae).

## Hàbitat i distribució
Habita la selva pluvial i vegetació secundària de les terres baixes, des de l'est de Colòmbia, sud de Veneçuela i Guaiana, cap al sud, a través de l'est d'Equador i de Perú fins al nord i l'est de Bolívia i Brasil amazònic.